# Nokia 6070
Nokia 6070 – telefon komórkowy fińskiej firmy Nokia.

## Dane techniczne

### Ogólne
- Wyświetlacz - CSTN 128x160 px, 65 536 kolorów
- Maksymalny czas czuwania według producenta - 300 godz.
- Maksymalny czas rozmów według producenta - 462 min.

### Wymiana danych
- Port podczerwieni (IrDA)
- GPRS
- EDGE
- WAP

## Oprogramowanie

### Organizer
- Budzik
- Stoper
- Kalendarz
- Kalkulator

### Dodatkowe funkcje
- Aparat VGA
- Kamera
- Dyktafon
- E-mail
- EraGG (jeżeli został kupiony za pośr. sieci Era - preinstalacja)
- Gry
- Internet
- Radio FM
- Zegar światowy